# Naissance en 1966
Naissance
- 1962
- 1963
- 1964
- 1965
- 1966
- 1967
- 1968
- 1969
- 1970

Les naissances en 1966 concernent les personnalités nées entre le 1er janvier et le 31 décembre 1966.

## Janvier
- 4 janvier : Jesús Alfonso Huerta Escoboza, luchador masqué mexicain († 11 janvier 2020).
- 5 janvier : Yi In-hwa, auteur, critique et professeur sud-coréen.
- 7 janvier : Carolyn Bessette, mannequin américaine, épouse de John Fitzgerald Kennedy, Jr. († 16 juillet 1999).
- 12 janvier : Sergueï Revine, spationaute russe.
- 13 janvier
  - Patrick Dempsey, acteur, réalisateur et pilote automobile américain.
  - Matu, claviériste français du groupe Indochine.
  - Emma Pidding, femme politique britannique.
  - Rockin' Rebel (Chuck Williams), catcheur américain († 1er juin 2018).
  - Simon Shelton, acteur britannique († 17 janvier 2018).
- 14 janvier : Marco Hietala, chanteur, bassiste, auteur-compositeur-interprète finlandais, membre des groupes Nightwish et Tarot.
- 18 janvier : 
  - Aleksandr Khalifman, joueur d'échecs russe.
  - Philippe Martin, économiste français († 17 décembre 2023).
- 19 janvier : 
  - Richard Orlinski, sculpteur et musicien français.
  - Laurent Kupferman, écrivain essayiste français ( † 2 juillet 2025).
- 20 janvier : Rainn Wilson, acteur américain.
- 23 janvier : Oleg Sakirkin, athlète soviétique puis kazakh, spécialiste du triple saut († 18 mars 2015).
- 24 janvier : Karin Viard, actrice française.
- 25 janvier : Florence Geanty, actrice française.
- 27 janvier : 
  - Rosalia Porcaro, actrice et humoriste italienne.
  - Michel Guidoni, humoriste, imitateur et chansonnier français.
- 28 janvier : Maggie Wagner, actrice américaine.
- 29 janvier : Wil van der Aalst, informaticien néerlandais.
- 31 janvier : 
  - JJ Lehto, pilote finlandais de Formule 1 de 1989 à 1994.
  - Muriel Cousin animatrice française.

## Février
- 1er février : Laurent Garnier, DJ, compositeur et producteur de musique électronique.
- 6 février : 
  - Aurélia Bruno, actrice et comédienne française.
  - Chū Ishikawa, compositeur et musicien japonais († 21 décembre 2017).
  - Larry Grenadier, contrebassiste de jazz américain.
  - Rick Astley, chanteur anglais.
- 9 février : Kool Shen, rappeur français.
- 10 février : Pascal Mandart, footballeur français († 23 décembre 2008).
- 11 février : 
  - Dieudonné, chansonnier, humoriste et acteur français.
  - Laurence Côte, actrice française.
- 13 février : Neal McDonough, acteur américain.
- 16 février : Wojciech Kurpiewski, kayakiste polonais († 8 octobre 2016).
- 17 février : 
  - Denez Prigent, auteur-compositeur-interprète français de chants en langue bretonne.
  - Quorthon (Thomas Forsberg), fondateur du groupe suédois Bathory († 3 juin 2004).
  - Luc Robitaille, hockeyeur professionnel québécois de 1986 à 2006.
- 20 février : Cindy Crawford, actrice américaine.
- 21 février :
  - Dejan Brđović, joueur de volley-ball yougoslave puis serbe († 21 décembre 2015).
  - Irma Hartog, actrice néerlandaise.
- 22 février : Thomas Schäfer, homme politique allemand († 28 mars 2020).
- 23 février :
  - Laurent Granier, peintre héraldiste français.
  - Catherine Noble, taekwondoïste française.
- 24 février : 
  - Alain Mabanckou, écrivain franco-congolais.
  - Billy Zane, acteur, producteur et réalisateur américain d'origine grecque.
- 27 février : 
  - Donal Logue, acteur.
  - Emmanuel Maury, haut fonctionnaire et écrivain français.
- 28 février : Robert Rowland, personnalité politique britannique († 21 janvier 2021).

## Mars
- 3 mars : Mikhaïl Michoustine, économiste et homme politique soviétique puis russe.
- 4 mars : Callista Gingrich, femme d'affaires et diplomate américaine.
- 8 mars : Hervé Boussard, coureur cycliste français († 26 juin 2013).
- 9 mars : Alison Doody, actrice irlandaise.
- 10 mars :
  - Arthur, animateur de télévision franco-marocain.
  - Natusha, chanteuse vénézuélienne.
- 11 mars : Shurik'n, rappeur du groupe IAM et producteur français.
- 13 mars : 
  - Pierre Piret, universitaire, philosophe et essayiste belge.
  - Chico Science, artiste, musicien, chanteur et poète brésilien († 2 février 1997).
- 15 mars : Didier Poidyaliwane, homme politique néo-calédonien († 12 janvier 2022).
- 16 mars : Emmanuelle Bayamack-Tam, écrivaine française.
- 17 mars : José Garcia, acteur français.
- 18 mars : Isnilon Hapilon, djihadiste philippin († 16 octobre 2017).
- 20 mars : François Soulier, dit « Mr. Shoes », batteur du groupe Indochine depuis 2002.
- 22 mars : Todd Ewen, joueur et entraîneur de hockey sur glace canadien († 19 septembre 2015).
- 24 mars : Thierry Leroux, footballeur français († 30 décembre 2011).
- 25 mars : 
  - Austen Ivereigh, écrivain catholique anglais.
  - Tatjana Patitz, actrice et mannequin allemande († 11 janvier 2023).
- 30 mars : 
  - Philippe Lellouche, acteur, réalisateur et dramaturge français.
  - Ángel Víctor Torres, personnalité politique espagnole et président des Canaries depuis 2019.

## Avril
- 1er avril : Pascal Rocher, humoriste et comédien français.
- 3 avril : 
  - Tatyana Sadovskaya, escrimeuse soviétique.
  - Antoine Kaburahe, journaliste burundais.
- 6 avril : Tyffany Million, catcheuse et actrice pornographique américaine.
- 7 avril : Lisa McClain, femme politique américaine.
- 8 avril : 
  - Joaquim Guerreiro, acteur et directeur de théâtre portugais († 2 septembre 2017).
  - Mark Blundell, pilote anglais de Formule 1 de 1991 à 1995.
  - Litta Soheila Sohi, cavalière de dressage iranienne de 2014 à 2020.
- 11 avril :
  - Lisa Stansfield, chanteuse britannique.
  - Pablo Hermoso de Mendoza, rejoneador espagnol.
- 12 avril : 
  - Kōmi Hirose, chanteuse japonaise.
  - Pascal Nyabenda, personnalité politique burundaise.
- 14 avril : André Boisclair, chef du Parti québécois de novembre 2005 à mai 2007.
- 15 avril : Samantha Fox, chanteuse anglaise.
- 17 avril : 
  - Jean-Francis Pécresse, journaliste français.
  - José Pliya, écrivain, acteur béninois et français († 12 avril 2025).
- 22 avril : 
  - Dana Barron, actrice américaine.
  - Jeffrey Dean Morgan, acteur américain.
- 25 avril : Éliane Tillieux, femme politique belge francophone.
- 26 avril : Didier Gustin, imitateur et acteur français.
- 29 avril : Vincent Ventresca, acteur américain.

## Mai
- 2 mai : Stefano Apuzzo, homme politique, journaliste et écrivain italien
- 3 mai : Serge Faliu, acteur de doublage français
- 4 mai : Jihad Azour, économiste et homme politique libanais.
- 6 mai : Aleksandr Skvortsov, cosmonaute russe.
- 7 mai : Andrea Tafi, coureur cycliste italien.
- 10 mai : Wade Dominguez, acteur, mannequin, chanteur et danseur américain († 26 août 1998).
- 11 mai :
  - Thomas Hugues, journaliste, animateur et producteur de télévision français.
  - Estelle Lefébure, mannequin français.
  - Christoph Schneider, batteur du groupe allemand Rammstein.
- 12 mai : Stephen Baldwin, réalisateur américain.
- 14 mai : Fab Morvan, chanteur et compositeur français, ancien membre des Milli Vanilli.
- 15 mai : Gianluca Buonanno, homme politique italien († 5 juin 2016).
- 16 mai : Janet Jackson, chanteuse américaine.
- 17 mai : Qoussaï Hussein, militaire et homme politique irakien († 22 juillet 2003).
- 20 mai : Rahile Dawut, ethnologue chinoise, prisonnière politique.
- 24 mai : Éric Cantona, footballeur et acteur français.
- 26 mai : 
  - Helena Bonham Carter, actrice britannique.
  - Zola Budd, athlète sud-africaine.
- 27 mai : Carol Campbell, actrice, présentatrice, mannequin et coach de yoga allemande.
- 28 mai : Jessica Tan, femme politique singapourienne.
- 29 mai : Bertrand Amoussou, judoka, jujitsuka et pratiquant de MMA français.

## Juin
- 2 juin : Ghislaine Baron, footballeuse française († 28 février 2019).
- 4 juin : Vladimir Voïevodski, mathématicien russe († 30 septembre 2017).
- 6 juin : 
  - Faure Gnassingbé, fils et successeur de Gnassingbé Eyadema 4e président de la République togolais.
  - Murdoc Niccals, bassiste du groupe Gorillaz (personnage fictif).
- 7 juin : Felix Gmür, évêque de Bâle.
- 8 juin : Jean-Pierre Bekolo, Auteur Camerounais.
- 16 juin : Frédéric Stasiak, juriste et universitaire français († 27 janvier 2022).
- 18 juin : Catherine Fleury, judoka française, championne du monde en 1989 et championne olympique en 1992.
- 21 juin : Luca Gelfi, cycliste italien († 3 janvier 2009).
- 22 juin : 
  - Emmanuelle Seigner, actrice et chanteuse française.
  - Dean Woods, coureur cycliste australien († 3 mars 2022).
- 25 juin : Dikembe Mutombo, joueur de basket-ball congolais († 27 septembre 2024).
- 26 juin : Dany Boon, humoriste et acteur français.
- 28 juin : John Cusack, acteur américain.
- 30 juin : 
  - Mike Tyson, boxeur américain.
  - Marton Csokas, acteur néo-zélandais.
  - Céline Koloko Sohaing, femme d'affaires camerounaise.

## Juillet
- 2 juillet : Peter De Clercq, coureur cycliste belge.
- 5 juillet :
  - Laurence Ferrari, journaliste et animatrice de télévision française.
  - Julien Hoferlin, entraîneur de tennis belge († 8 avril 2016).
- 7 juillet : Daniel Maes, footballeur belge († 19 août 2007).
- 8 juillet : Ralf Altmeyer, virologue allemand.
- 9 juillet : Amélie Nothomb, romancière belge.
- 11 juillet : 
  - Cheb Mami, chanteur algérien.
  - Kentarō Miura, mangaka japonais († 6 mai 2021).
- 12 juillet : Stéphane Lippert, journaliste français.
- 14 juillet : Ralf Waldmann, pilote de vitesse moto allemand († 10 mars 2018).
- 15 juillet :
  - Élisa Brune, femme de lettres et journaliste scientifique belge († 29 novembre 2018).
  - Irène Jacob, actrice franco-suisse.
  - Kristoff St. John, acteur américain († 3 février 2019).
- 16 juillet : Mike Horn, explorateur-aventurier de nationalité suisse et sud-africaine.
- 17 juillet : Christophe Niesser, footballeur français († 25 octobre 1999).
- 18 juillet : 
  - Cholban Kara-ool, homme politique soviétique puis russe.
  - Iouri Gotsaniouk, homme politique soviétique puis russe.
  - Lori Alan, actrice américaine.
- 20 juillet : Enrique Peña Nieto, homme d'État mexicain, président du Mexique de 2012 à 2018.
- 23 juillet : Stéphane Henon, acteur français.
- 25 juillet : 
  - Lynda Lemay, chanteuse canadienne.
  - Harsimrat Kaur Badal, femme politique indienne.
- 28 juillet : 
  - Claire Franek, auteure pour la jeunesse et illustratrice français († 9 mars 2016).
  - Liz Cheney, femme politique américaine.
- 31 juillet : Ben Daglish, compositeur et musicien britannique († 1er octobre 2018).

## Août
- 1er août : Daniel Gerson, scénariste américain († 6 février 2016).
- 2 août : Tim Wakefield, joueur de base-ball américain († 1er octobre 2023).
- 4 août :
  - Corrado Hérin, coureur cycliste italien († 31 mars 2019).
  - Luc Leblanc, coureur cycliste français.
- 6 août : Sarah Pettit, journaliste américaine, militante des droits LGBT et rédactrice en chef.
- 7 août : Jimmy Wales, fondateur américain de Wikipédia.
- 8 août : Mikhaïl Valerievitch Kouzovlev, banquier et financier russe.
- 9 août : Fabrice Loiseau, prêtre catholique français, fondateur et supérieur des Missionnaires de la Miséricorde Divine.
- 10 août : 
  - Eric Hélary, pilote automobile français.
  - Marina Berlusconi, femme d'affaires italienne, fille du Président italien Silvio Berlusconi.
- 13 août : 
  - Christopher Thompson, acteur français.
  - Pascal Lino, coureur cycliste français.
- 14 août :
  - Halle Berry, actrice et un ancien mannequin américaine.
  - David Hallyday, chanteur français.
- 15 août : 
  - Tasha de Vasconcelos, mannequin portugaise.
  - Diarra Raky Talla, femme politique malienne.
  - Herbert Wigwe, économiste nigérian († 9 février 2024).
- 18 août :
  - Gustavo Charif, artiste argentin.
  - Kang Soo-yeon, actrice sud-coréenne († 7 mai 2022).
- 19 août : 
  - Frédéric Darras, footballeur français († 27 octobre 2010).
  - Saleh al-Arouri, militant palestinien († 2 janvier 2024).
- 20 août :
  - Dimebag Darrell, guitariste du groupe Pantera († 8 décembre 2004).
  - Paul Eric Kingue, homme

politique camerounais († 22 mars 2021).
- 21 août : 
  - Miguel Ángel Heredia, homme politique espagnol.
  - Bernard Köllé, dessinateur de bande dessinée croate.
  - Ken Mehlman, avocat et homme politique américain.
  - Daniel Steiger, coureur cycliste suisse.
  - John Wetteland, ancien lanceur des Ligues majeures de baseball.
- 23 août : Adama Niane, acteur français († 28 janvier 2023).
- 27 août : Jean-Philippe Imparato, directeur général de la marque Peugeot.
- 28 août : Delphine Forest, actrice française († 31 janvier 2020).
- 30 août : Aïmene Benabderrahmane, homme politique algérien.

## Septembre
- 1er septembre : Ruth Sahanaya, chanteuse indonésienne.
- 2 septembre :
  - Philippe Courard, homme politique belge de langue française.
  - Salma Hayek, actrice mexicaine.
  - Olivier Panis, pilote français de Formule 1 de 1994 à 2004.
  - Kashim Shettima, économiste et homme politique nigérian.
- 5 septembre : Lee Jae-yong, réalisateur et scénariste sud-coréen.
- 9 septembre:
  - David Bennent, acteur allemand.
  - Kevin Hatcher, joueur de hockey sur glace américain.
  - Michel Muller, acteur français.
  - Adam Sandler, homme de cinéma américain.
- 10 septembre : Lía Fabiola Bianco, femme politique argentine.
- 12 septembre : Anousheh Ansari, spationaute et femme d'affaires iranienne.
- 16 septembre : Stéphane Traineau, judoka français.
- 17 septembre : Stéphane Rousseau, humoriste et acteur canadien.
- 19 septembre : 
  - Ajuan Mance, dessinatrice de bande dessinée américaine.
  - Eric Rudolph, terroriste américain entre autres de l'attentat du parc du Centenaire.
- 20 septembre : Niki Caro, réalisatrice, productrice et scénariste de film néo-zélandaise.
- 21 septembre : Jean-Pierre Michaël, acteur et directeur artistique français.
- 22 septembre : Erdogan Atalay, acteur allemand d'origine turque.
- 24 septembre : Christophe Bouchut, pilote automobile français.
- 25 septembre : Karim Zéribi, homme politique français.
- 27 septembre : Stephanie Wilson, astronaute américaine.
- 29 septembre : Bujar Nishani, homme politique albanais († 28 mai 2022).

## Octobre
- 1er octobre : 
  - Shkëlqim Troplini, lutteur albanais († 7 novembre 2020).
  - George Weah, ancien footballeur et homme d'État libérien.
  - Rafik Khalifa, homme d'affaires algérien.
  - Brian Asawa, chanteur lyrique contre-ténor américain († 18 avril 2016).
- 2 octobre : Ángel Espinosa, boxeur cubain († 12 avril 2017).
- 5 octobre : Wilfred Agbonavbare, footballeur nigérian († 27 janvier 2015).
- 7 octobre : Vincenzo Sospiri, pilote automobile italien.
- 10 octobre : 
  - Carolyn R. Bertozzi, chimiste américaine.
  - Andrew McGahan, écrivain australien († 1er février 2019).
  - Dominique Vienne, chef d'entreprise français.
- 11 octobre: 
  - Luke Perry, acteur américain († 4 mars 2019).
  - Sergueï Sourovikine, militaire russe.
- 12 octobre : Jonathan Crombie, acteur canadien († 15 avril 2015).
- 17 octobre :
  - Mark Gatiss, acteur anglais.
  - Gisela Krohn, artiste peintre allemande.
- 18 octobre : 
  - Marc Lacombe, journaliste français.
  - Guillaume de Tonquédec, acteur français.
- 20 octobre : Ivan Paduart, pianiste de jazz belge.
- 23 octobre : 
  - Baklai Temengil, femme politique aux Palaos.
  - Alessandro Zanardi, pilote automobile italien.
- 24 octobre : Roman Abramovitch, personnalité politique et homme d'affaires russo-israélo-portugais.
- 25 octobre : Lionel Charbonnier, footballeur français, champion du monde en 1998 avec la France.
- 27 octobre : Nathalie Loriers, pianiste de jazz belge.

## Novembre
- 1er novembre : Brigitte Giraud, écrivain français.
- 4 novembre : Mireia Cornudella Felip, skippe espagnole d'origine catalane.
- 6 novembre : 
  - Laurent Lafforgue, mathématicien français.
  - Hervé Mathoux, journaliste sportif français.
- 8 novembre : Gordon Ramsay, chef cuisinier britannique et animateur de la téléréalité Hell's Kitchen
- 10 novembre : 
  - Vanessa Angel, actrice anglaise.
  - Tejshree Thapa, avocate népalaise des droits de l'homme († 26 mars 2019).
  - Mark T. Vande Hei, astronaute américain.
- 15 novembre : Albert Pahimi Padacké, homme politique tchadien et premier Ministre du Tchad depuis 2021.
- 16 novembre : 
  - Jonas Åkerlund, réalisateur de vidéoclips musicaux suédois.
  - Christian Lorenz, claviériste du groupe de métal industriel allemand Rammstein.
- 17 novembre :
  - Sophie Marceau, actrice, réalisatrice et autrice française.
  - Jeff Buckley, chanteur américain († 29 mai 1997).
  - Nuno Gomes Nabiam, homme d'État bissau-guinéen et premier ministre de Guinée-Bissau.
  - Jaime Viñals, alpiniste guatémaltèque.
- 19 novembre : Dominique Arnould, coureur cycliste français.
- 21 novembre :
  - Marie-Louise Asseu, comédienne et réalisatrice ivoirienne († 7 décembre 2016).
  - Michael Stevens, réalisateur, producteur de cinéma et scénariste américain († 15 octobre 2015).
- 22 novembre :
  - Anne Brochet, actrice, réalisatrice et romancière française.
  - Orlando Jorge Mera, avocat et homme politique dominicain († 6 juin 2022).
- 23 novembre : Vincent Cassel, acteur, réalisateur et producteur français.
- 25 novembre : Billy Burke, acteur américain.
- 29 novembre : John Layfield, catcheur américain de la WWE.
- 30 novembre : Mika Salo, pilote finlandais de Formule 1 de 1994 à 2002.

## Décembre
- 1er décembre :
  - Andrew Adamson, réalisateur néo-zélandais.
  - Édouard Baer, acteur français.
- 2 décembre : Philippe Etchebest, chef cuisinier français.
- 3 décembre : Ólöf Nordal, femme politique islandaise († 8 février 2017).
- 5 décembre : 
  - Patricia Kaas, chanteuse française.
  - Emmanuelle Auriol, économiste française.
- 6 décembre : Miguel Arroyo, coureur cycliste mexicain († 30 janvier 2020).
- 7 décembre : 
  - Mariëlle van Sauers, actrice et femme de lettres néerlandaise.
  - Kazue Ito, actrice japonaise.
- 8 décembre : 
  - Rim Banna, chanteuse, compositrice, arrangeuse et activiste palestinienne († 24 mars 2018).
  - Sinéad O'Connor, chanteuse et compositrice irlandaise († 26 juillet 2023).
  - Steve Spangler, vulgarisateur scientifique américain.
- 9 décembre : Isabelle Kocher femme d'affaires française.
- 11 décembre : Pierre Marsone, sinologue français.
- 14 décembre :
  - Fabrizio Giovanardi, pilote automobile italien.
  - Anthony Mason, basketteur américain († 28 février 2015).
- 15 décembre :
  - Roland Gaillac, rameur français.
  - Katja von Garnier, réalisatrice allemande.
  - Philippe Schuth, footballeur français († 17 février 2002).
- 17 décembre : 
  - Marie Arena, femme politique belge.
  - Carlos Matamoros Franco, joueur d'échecs équatorien.
- 18 décembre : Janvière Ndirahisha, femme politique burundaise.
- 20 décembre : Hélène Rollès, chanteuse et actrice française.
- 21 décembre : 
  - Kiefer Sutherland, acteur et chanteur canadien d'origine écossaise.
  - Michelle Hurd, actrice américaine.
  - William Ruto, homme d'État kényan et président du Kenya depuis 2022.
- 22 décembre : Darlene Nipper, militante américaine pour les droits LGBT.
- 23 décembre : « El Fundi » (José Pedro Prados Martín), matador espagnol.
- 24 décembre : Jim Avignon, artiste pop allemand.
- 25 décembre :
  - Mianne Bagger, golfeuse danoise.
  - Darius Rochebin, journaliste suisse d’origine iranienne.
- 30 décembre : Binda Pandey, femme politique népalaise.

## Date inconnue
- Cheikh Ag Aoussa, chef rebelle touareg († 8 octobre 2016).
- Thea Eichholz, chanteur|chanteuse allemande.
- Tahir Elçi, avocat et bâtonnier turc d'origine kurde († 28 novembre 2015).
- Elena Khmeleva, artiste peintre.
- Chū Ishikawa, compositeur et musicien japonais († 21 décembre 2017).
- Mako Yoshikawa, romancière américaine.
- William Nadylam, acteur français.
- Marilyn Wann, écrivaine américaine.